# ارسکین (مینه‌سوتا)
ارسکین، مینه‌سوتا (به انگلیسی: Erskine, Minnesota) یک شهر در ایالات متحده آمریکا است که در شهرستان پولک واقع شده‌است.

## خصوصیات
ارسکین ۲٫۶۲ کیلومترمربع مساحت و ۵۰۳ نفر جمعیت دارد و ۳۶۳ متر بالاتر از سطح دریا واقع شده‌است.